# Bhakkar
Bhakkar (Urdu بهكّر) ist die Hauptstadt des Distrikt Bhakkar in der Provinz Punjab in Pakistan. Die Stadt liegt am linken Ufer des Indus.

## Geschichte
Bhakkar wurde wahrscheinlich gegen Ende des 15. Jahrhunderts von einer Gruppe von Kolonisten aus Dera Ismail Khan gegründet. Während des 15. Jahrhunderts erlebte Bhakkar einen Machtkampf zwischen Sher Shah Suri und Humayun. Die Stadt kam unter Humayuns Herrschaft, nachdem er das Mogulreich wiederhergestellt hatte. Später kam sie unter die Herrschaft des Britischen Weltreichs. Während der britischen Herrschaft war Bhakkar Teil des Tehsil Bhakkar im Distrikt Mianwali und lag an der Nordwestbahnlinie. Bei der Volkszählung von 1901 lag die Einwohnerzahl bei 5312 Personen. Seit 1947 gehört die Stadt zu Pakistan.

## Bevölkerungsentwicklung
| Zensusjahr | Einwohnerzahl |
| ---------- | ------------- |
| 1901       | 5.312         |
| 1972       | 34.638        |
| 1981       | 41.934        |
| 1998       | 68.896        |
| 2017       | 113.018       |